# Alte Posthalterei (Lingen)

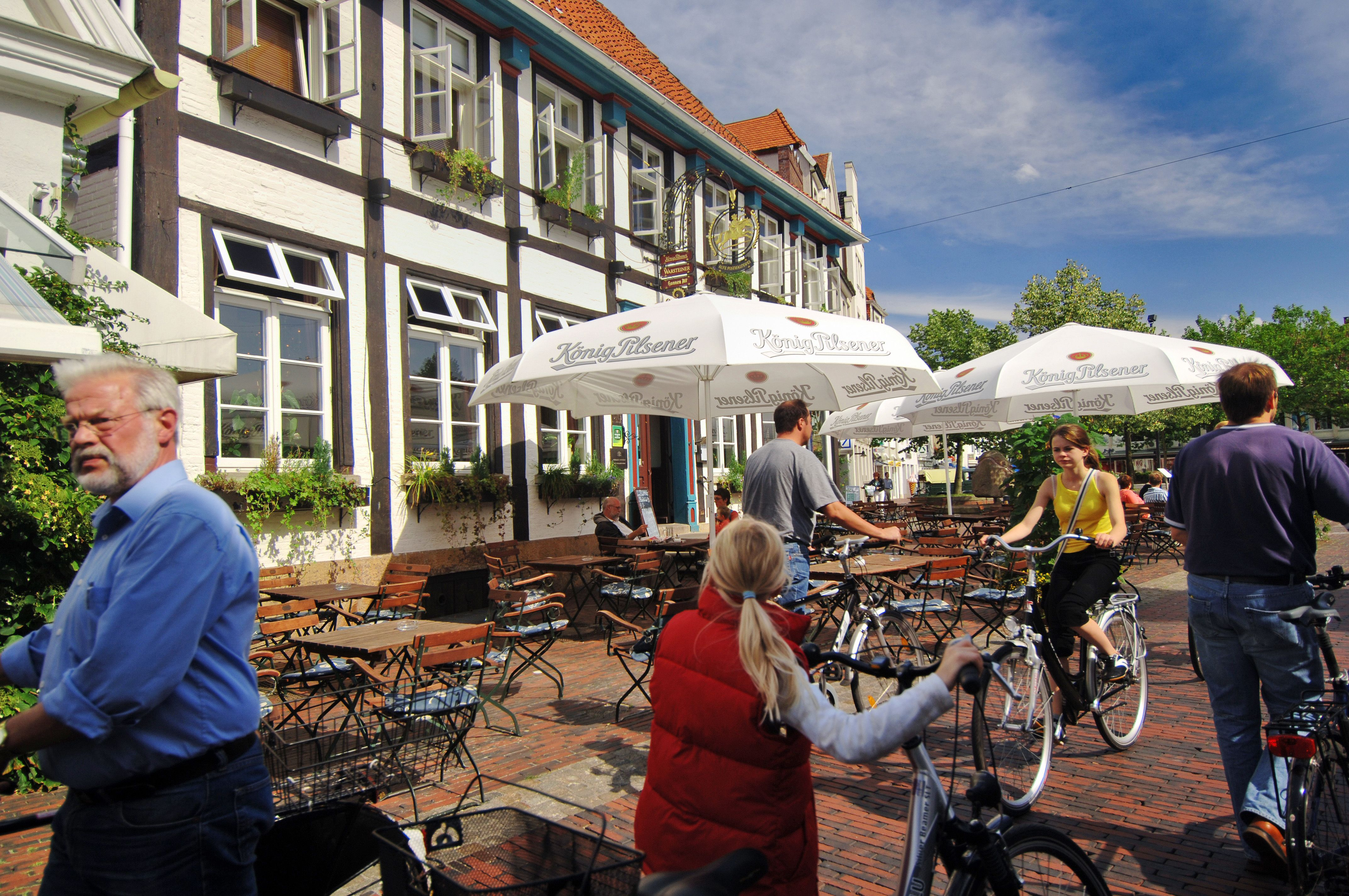
Radurlauber vor der alten Posthalterei

Die Alte Posthalterei in Lingen (Ems) wurde 1653, zentral am Markt und direkt neben dem historischen Rathaus gelegen, für die Posthalterei errichtet, die seit 1550 im Ort nachweisbar ist.
Es handelt sich um ein zweigeschossiges Fachwerkgebäude mit Walmdach mit Stallungen auf der dem Markt abgewandten Seite. Es steht unter Denkmalschutz.
Die Stadt Lingen war ehemals Knotenpunkt für Handel und Verkehr. Obwohl nur ein kleiner Ort, schien Kaiser Karl V. die Lage bedeutend genug, 1550 eine Postanstalt zu errichten. Ihr unterstanden sämtliche Posthalter, Schirrmeister, Briefträger und Postknechte in den Grafschaften Lingen, Tecklenburg bis Halle im Ravensbergischen. Auch die ostfriesischen, münsterischen und holländischen Posten erhielten in Lingen ihre Abfertigung.
Bis 1851 diente das Gebäude als Posthalterei, später Postamt. Seit 1980 wird es als Gaststätte genutzt. Eigentümer des Gebäudes ist die Stadt Lingen, die es an einen Getränkehandel verpachtet hat, der wiederum den Restaurationsbetrieb durch Unterpächter bewirtschaften lässt. Seit 2012 kam es zu Pächterwechsel und mehrfachen Schließungen, zunächst wegen Renovierungsarbeiten, sodann wegen Insolvenz. Seit Pfingsten 2014 wird die Alte Posthalterei wieder durchgehend gastronomisch genutzt.